# Rudník (powiat Myjava)
Rudník – wieś (obec) w powiecie powiecie Myjava, w kraju trenczyńskim na Słowacji. Znajduje się w północno-zachodniej części Słowacji.